# Bara volante
Bara volante è un'espressione metaforica inizialmente utilizzata per indicare un velivolo particolarmente pericoloso per le sue caratteristiche tecniche, in seguito l'espressione è stata allargata anche ad alcuni veicoli terrestri.
La definizione deriva dalla corrispondente in lingua inglese flying coffin, gergalmente usata dai tecnici dell'aviazione militare americana per riferirsi al caccia giapponese "Zero", dopo l'analisi tecnica seguita alla cattura di un esemplare intatto, giudicato vulnerabile e con sicurezza per i piloti inadeguata, a causa dell'assenza di protezioni corazzate all'abitacolo e ai serbatoi di combustibile.
In questo caso era evidente l'intento propagandistico e denigratorio, verso un velivolo considerato in precedenza (e a torto) eccezionale e superiore a tutte le macchine alleate.
Il termine fu più spesso utilizzato dai piloti per definire alcuni aerei, assieme a termini come widowmaker (fabbrica vedove). Questo derivava dal fatto che alcune macchine, soprattutto se utilizzate senza il necessario rodaggio tra la fase prototipale e quella di utilizzo in prima linea, oppure se divenuti obsoleti in confronto a quelle utilizzate da un nemico, conoscevano una serie catastrofica e ravvicinata di incidenti e di abbattimenti.
Entrata in uso anche in Italia nelle fasi finali della seconda guerra mondiale, l'espressione "bara volante" uscì dal contesto gergale aviatorio per essere popolarmente utilizzata nel definire anche veicoli terrestri, ritenuti particolarmente pericolosi per le elevate prestazioni, per inadeguatezza strutturale o per la contemporanea presenza di entrambe le caratteristiche.
Sono state definite in questo modo anche alcune moto 2 tempi di grossa cilindrata (500 cm3 o superiore) del passato (un esempio è la Kawasaki 500 H1 o Mach III e qualche moto da cross classe 500) e alcuni modelli di auto sportiva: il termine Widowmaker viene utilizzato tra l'altro in riferimento alla prima Porsche 911 GT2, nata nel 1993.